# Kearny (Schiff)
Die Kearny, auch USS Kearny (Kennung: DD-432), war ein Zerstörer der Gleaves-Klasse der United States Navy, der von 1940 bus 1946 in Dienst stand.

## Geschichte
Der Zerstörer begleitete den alliierten Konvoi SC-48 im Nordatlantik. Der Konvoi wurde am 17. Oktober 1941 vom deutschen U-Boot-„Wolfsrudel Reißwolf“ angegriffen. Trotz der offiziellen Neutralität der Vereinigten Staaten begleiteten mehrere US-Zerstörer den Konvoi und griffen deutsche U-Boote an. Während des Gefechts traf ein Torpedo des deutschen U-Bootes U 568 den Zerstörer mittschiffs an Steuerbord. Elf Matrosen starben und 22 wurden verletzt. Das Schiff konnte noch mit reduzierter Kraft Island erreichen.
Zu diesem Zeitpunkt herrschte zwischen dem Deutschen Reich und den USA noch kein Kriegszustand. Inmitten der Konvoischlacht bekämpften britische und amerikanische Kriegsschiffe mit Wasserbomben die fünf deutschen U-Boote, die insgesamt acht Frachter (42.000 BRT), drei Tanker (25.000 BRT) und zwei Zerstörer versenkten.
Erst am 11. Dezember 1941, vier Tage nach dem japanischen Angriff auf Pearl Harbor, erfolgte die offizielle Kriegserklärung Deutschlands und Italiens an die Vereinigten Staaten.
Die Kearny wurde später in Boston repariert. Das Schiff wurde 1972 verschrottet.